# Idioma tharawal
El lenguaje Tharawal (Thurawal, Dharawal, Wodiwodi) es una lengua aborigen australiana de Nueva Gales del Sur.

## Fonología

### Consonantes
|             | Labial | Velar | Alveolar | Dental | Palatal |
| ----------- | ------ | ----- | -------- | ------ | ------- |
| Oclusiva    | b      | ɡ     | d        | d̪      | ɟ       |
| Nasal       | m      | ŋ     | n        | n̪      | ɲ       |
| Lateral     |        |       | l        |        |         |
| Rótica      |        |       | r        |        |         |
| Aproximante | w      |       |          |        | j       |

### Vocales
Las vocales son fonémicamente /a i u/.